# Merlin Surget
Merlin Surget (Sallanches, 3 de diciembre de 1999) es un deportista francés que compite en snowboard, especialista en la prueba de campo a través.
Ganó una medalla de bronce en el Campeonato Mundial de Snowboard de 2023, en la prueba de equipo mixto. Participó en dos Juegos Olímpicos de Invierno, en los años 2018 y 2022, ocupando el sexto lugar en Pekín 2022, en la prueba individual.

## Medallero internacional
| Campeonato Mundial | Campeonato Mundial  | Campeonato Mundial | Campeonato Mundial              |
| Año                | Lugar               | Medalla            | Prueba                          |
| ------------------ | ------------------- | ------------------ | ------------------------------- |
| 2023               | Bakuriani (Georgia) | Medalla de bronce  | Campo a través por equipo mixto |